# Жабинці (Гуківська сільська громада)
Жа́бинці́ — село в Україні, у Гуківській сільській громаді Кам'янець-Подільського району Хмельницької області.

## Назва
Найбільш ймовірно що у назві села передано характер тваринного світу, який домінував у цих місцевостях.

## Географія
Подільське село Жабинці розташоване в південно-західній частині України, на подільській височині. Селом тече потік Безіменний, який на західній околиці Жабинців впадає в річку Збруч.
В «Трудах Подільського єпархіального історико-статистичного комітету — Випуск-9 Кам’янець–Подільський 1901 р. с.460-461 говориться про те, що «Жабинці знаходяться на рівнині, порізаній, ровами, які ділять село на три частини, Вихватівка, Гонтарівка, Жабинці».

### Клімат
Жабинці знаходяться в межах вологого континентального клімату із теплим літом, але діяльність людини призводить до зміни клімату та глобального потепління.

## Історія

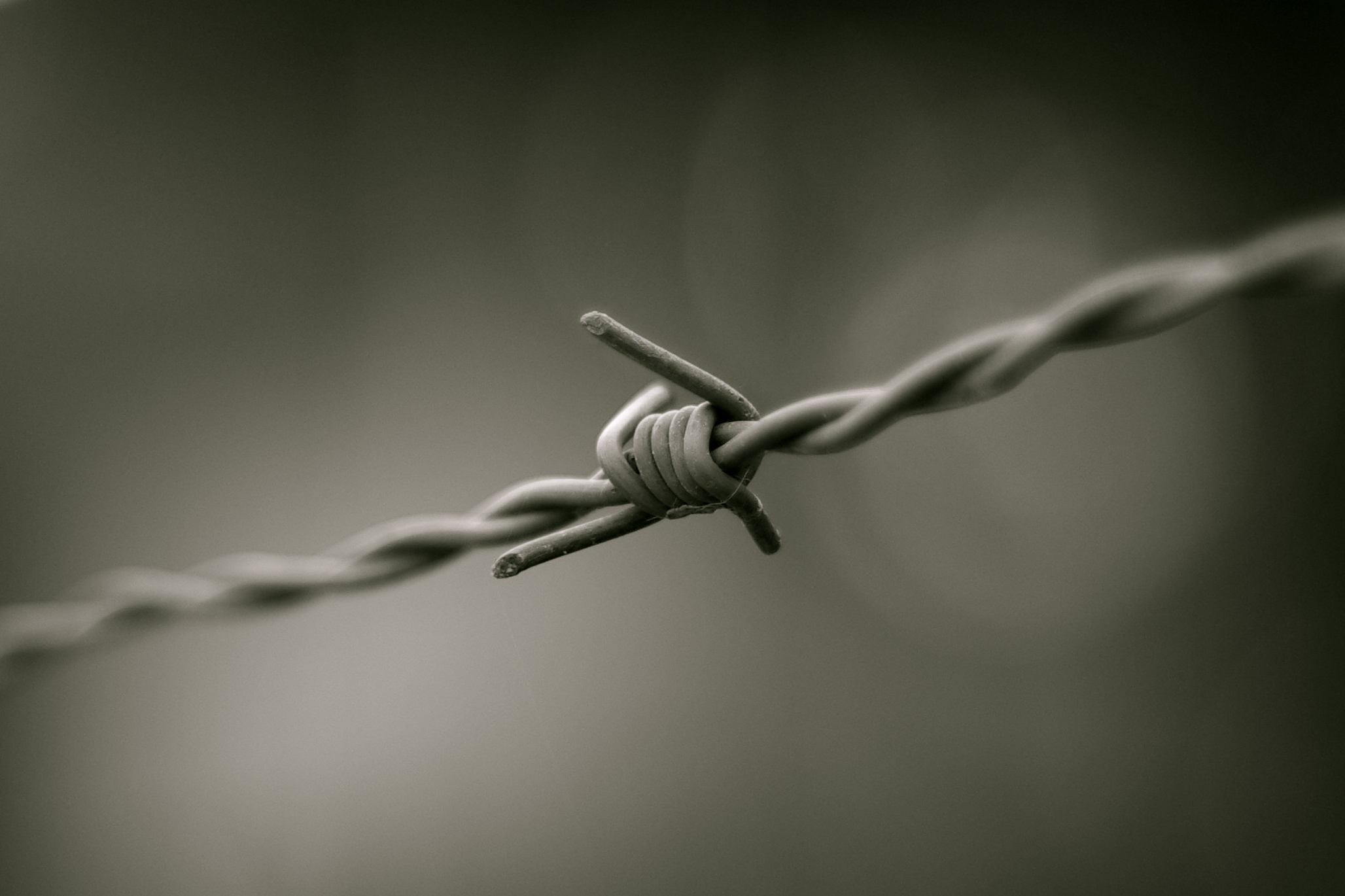
[http://www.reabit.org.ua/nbr/?st=3®ion=&ss=Рудківці&logic=or&f1_type=begins&f1_str=&f2_type=begins&f2_str=&f3_type=begins&f3_str=&f4_from=&f4_till=&f7%5B%5D=all&f14%5B%5D=all#list Національний банк репресованих

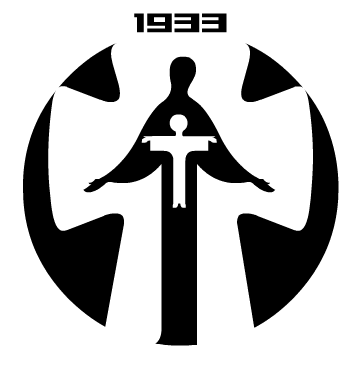
[https://victimsholodomor.org.ua/khmelnytsky/easytable/25-peoples-new.html?start=300 Список жертв Голодомору, Хмельницька область

Як давно існує село Жабинці встановити важко. Перша письмова згадка про село 1565 рік. Народні перекази говорять про те, що Жабинці утворились із виселенців сусіднього села Ярославки, що була розташована біля річки Збруч. Ярославка, або Ярославль, згадувалась в податкових списках 1530-1542 роках, а назва «Жабинці» зустрілась перший раз у податковому списку 1565 року причому це село називалось присілком села Ярославки.
Жабинці як і Ярославка(Ярославль), належали до королівських володінь Скальського староства, в 1629 році володарем їх був Іван Горка. У 17 столітті Лянскоронські та  Тарли. У 1793 року, по приєднанні Поділля до Російської імперії Жабинці були подаровані племінниці Потьомкіна — Скавронській–Літте, яка продала їх разом з Ярославкою — Михайлу Кучкевичу, предводителю дворянства Кам’янецького повіту.
У 17 столітті Жабинці формуються як окреме село, воно називається інакше — «Новосілка». Пізніше це село виросло і зробилося головним селом, а Ярославка зменшилась і у 1895 року нараховувалось лише кілька хат.
На околицях Жабинець за два з половиною кілометра на південь від села знаходиться могила з камінним хрестом напис на якому повідомляє про те, що тут поховані ті, хто помер від чуми у 1811 році.
Селяни були звільнені від кріпосного права в 1861 році. На честь цієї події в багатьох селах Поділля на в'їздах встановлювали пам'ятні фігури, такі збереглись в селах: Нігин, Черче. Ця традиція помаленьку відновлюється, встановлюються статуї Божої Матері чи інші фігури. 30 липня 1863 року громада села Жабинець підписала викупну на звільнення від кріпацтва. Викупну плату за землю селяни зобов’язані були платити з 1 вересня 1863 року щорічно по 1102 крб. протягом 49 років поміщиці Залеській. Селянами – однодворцями називали землевласників, що володіли землею на правах так званого четверного землеволодіння (землі на окраїнах Російської імперії, роздані служилим людям з метою захисту окраїн від татарських нападів). Пізніше – це нащадки тих служилих, власники невеличкої земельної ділянки.
1863 року селяни втрачають можливість користуватись рідною мовою, видано таємне розпорядження — Валуєвський циркуляр, що наказував призупинити видання значної частини книг, написаних українською мовою, а згодом доповнено Емським указом.
У революцію 1905-1907 роках частина маєтку поміщика Залеського згоріла.
Брали участь жителі села у Першій світовій війні. Територія села була ареною бойових дій деякий час. Хоча дії тут не відзначались особливою інтенсивністю. Підставою вважати, що в селі проходили військові дії є те, що в селі були поховання загиблих в Першій світовій війні біля храму святого Георгія Побєдоносця. Внаслідок поразки визвольних змагань на початку XX століття, село надовго окуповане російсько-більшовицькими загарбниками.
Радянська окупація принесла колективізацію та розкуркулення, селяни зазнали репресій. Багатьох частинах Поділля відбувались масові селянські повстання, проти радянської влади.
У 1932–1933 роках селяни села пережили влаштований комуністами голодомор. Найбільше від голоду постраждало непрацездатне населення: діти, хворі, люди похилого віку. Легше було тим хто працював в артілі.
Роки Великого терору 1936-1937 вбито осіб різних національностей і професій, багато людей було виселлено як сім'ї «ворогів народу». На період з 1937-1939 років припадають найбільші людські втрати в селі від сталінських репресій.
По закінченню Другої світової війни у 1946—1947 роках мешканці села вчергове пережили голод.
У вересні 1967 року в селі було урочисто відкрито нове приміщення школи розраховано на 280 учнів.
1973 року на території села на березі річки Збруч було розпочато будівництво бази відпочинку Кам’янець-Подільського приладобудівного заводу. Починаючи з 1979 року щоліта дітвора Кам’янця-Подільського мала можливість у період канікул відпочивати у піонерському таборі «Лісова казка» саме таку назву отримала ця база відпочинку.
З 1991 року в складі незалежної України.
Кінець ХХ ст. – початок ХХІ ст. характеризувався для села тим, що люди змушені покидати рідні домівки у пошуках заробітку як в Україні, так і за її межами.
У 2001 році у село було підведено газ. Навесні 2004 року розпочато роботу по безпосередній газифікації осель мешканців села.
15 вересня 2016 року шляхом об'єднання сільських територіальних громад, село увійшло до складу Гуківської сільської громади. Об'єднання в громаду має створити умови для формування ефективної і відповідальної місцевої влади, яка зможе забезпечити комфортне та безпечне середовище для проживання людей.
До адміністративної реформи 19 липня 2020 року село належало до Чемеровецького району, після його ліквідації, увійшло до складу Кам'янець-Подільського району.
19 травня 2024 року селі Жабинці парафія церква Георгія (Юрія) Переможця перейшла з Московського патріархату в Православну Церкву України. На зборах громада одноголосно проголосувала за приєднання до ПЦУ, перехід відбувся без настоятеля церкви.

## Населення
Населення становить 762 особи станом на 2001 рік.
2015 року кількість мешканців 500 осіб.

### Мова
У селі поширені західноподільська говірка та південноподільська говірка, що відносяться до подільського говору, який належить до південно-західного наріччя.
100 % населення вказало своєю рідною мовою українську мову за даними перепису 2001 року.

## Охорона природи
Село лежить у межах національного природного парку «Подільські Товтри». На захід від села розташоване заповідне урочище — «Жабинецька Дача».

## Відомі люди
- Гуменюк Ігор Володимирович (1994 — 5 липня 2023) — боєць добровольчого батальйону «Січ».[5]

## Світлини

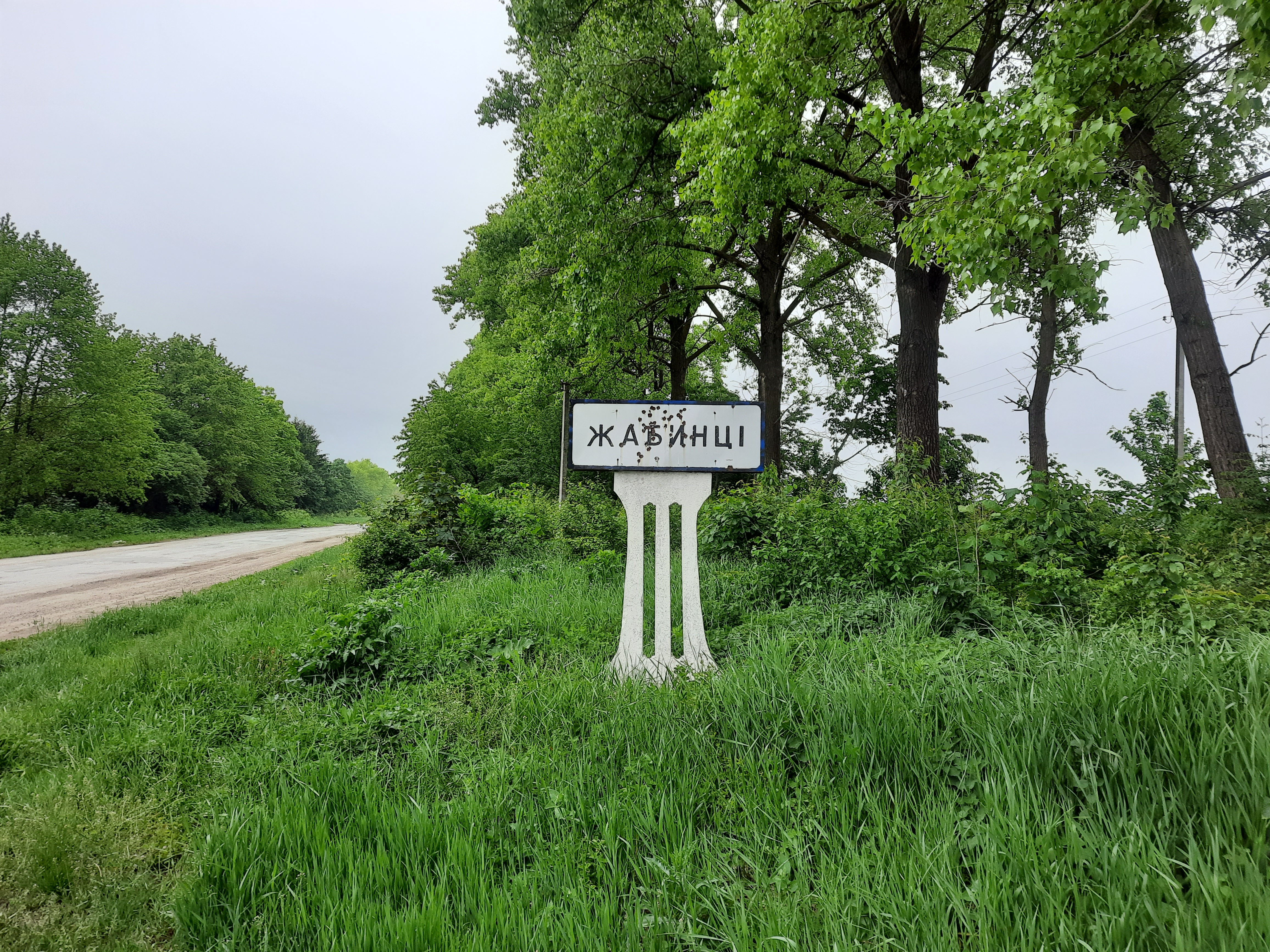
В'їзд у село
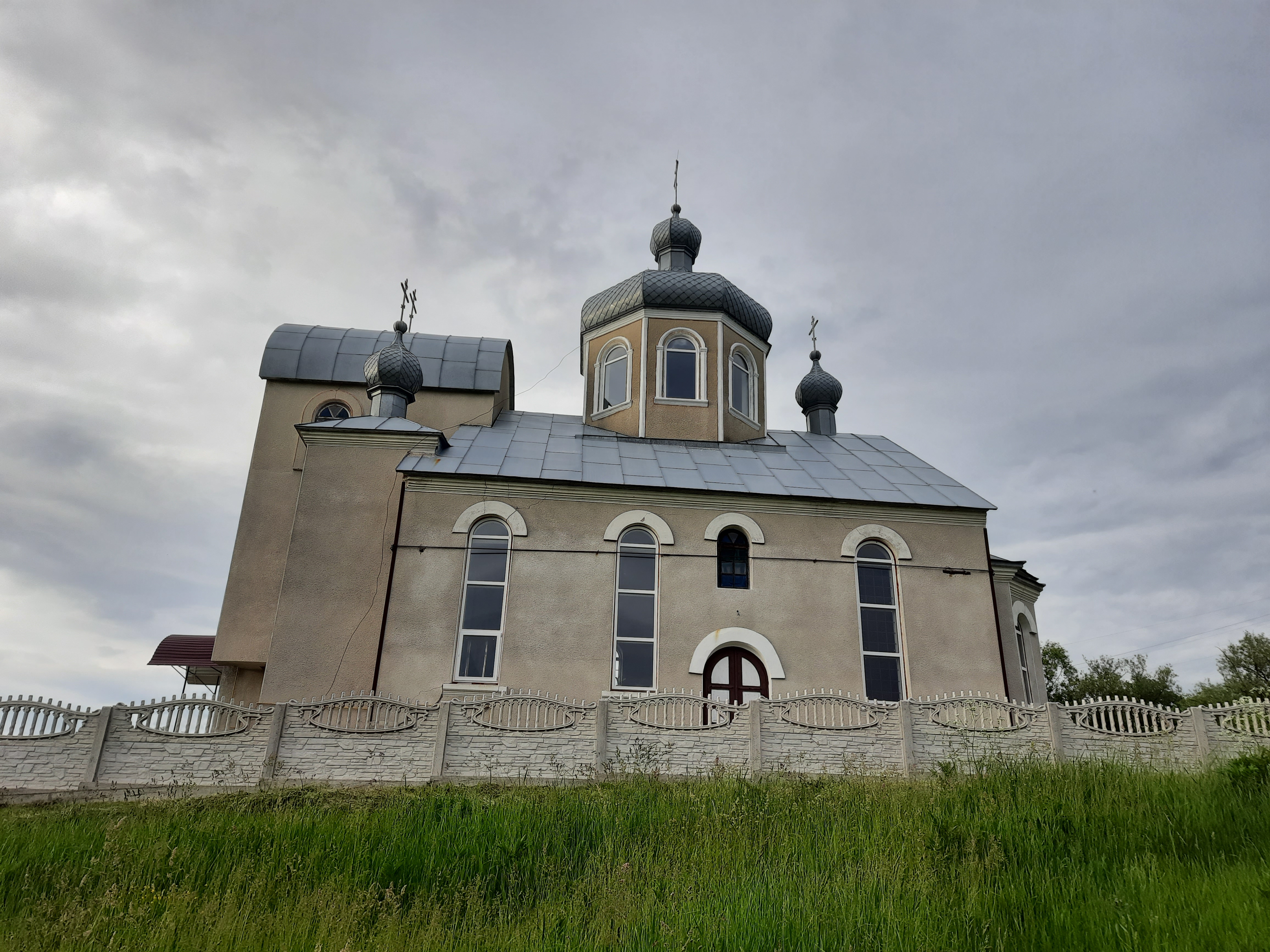
Георгіївська церква
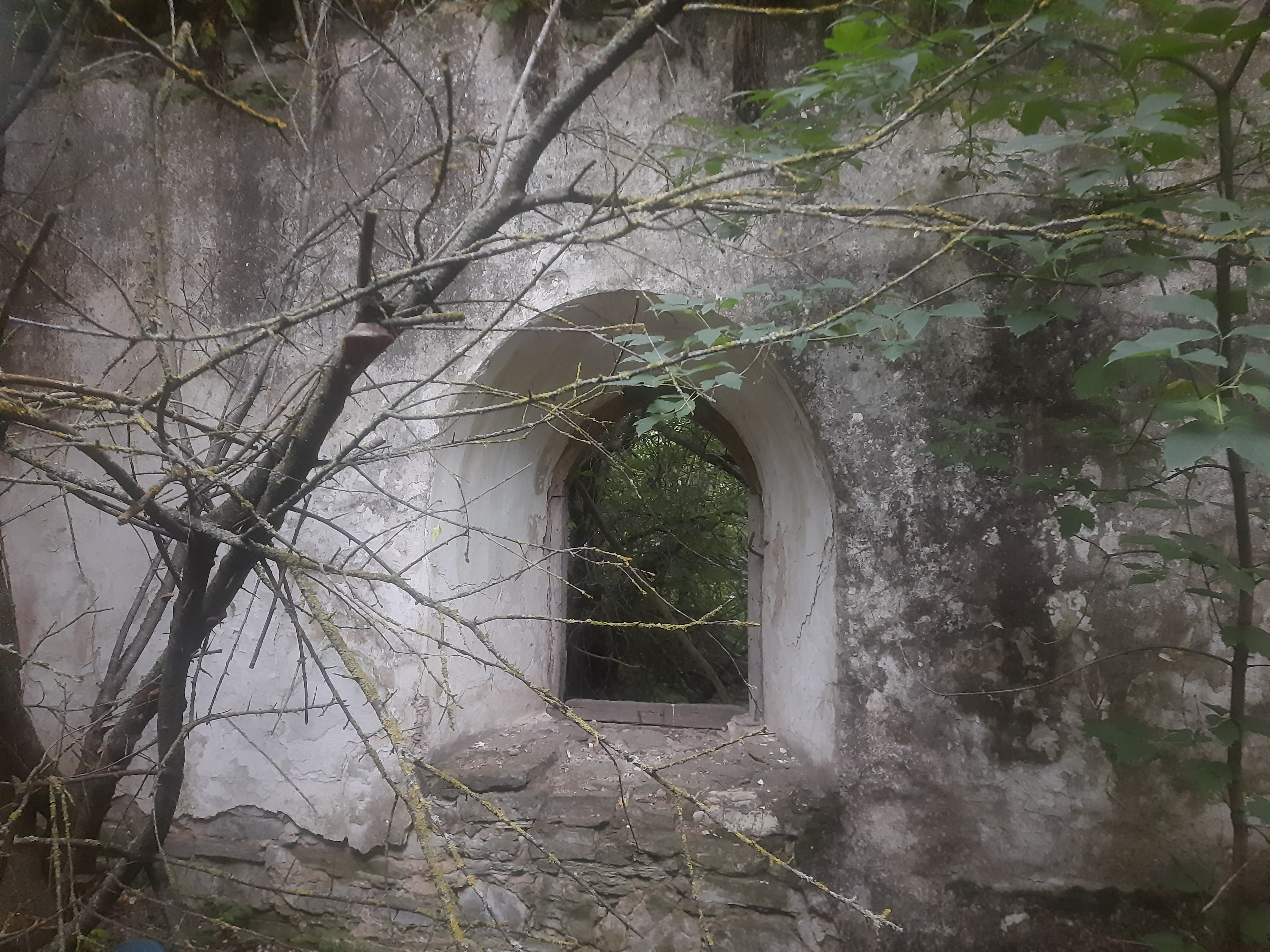
Руїни панського маєтку
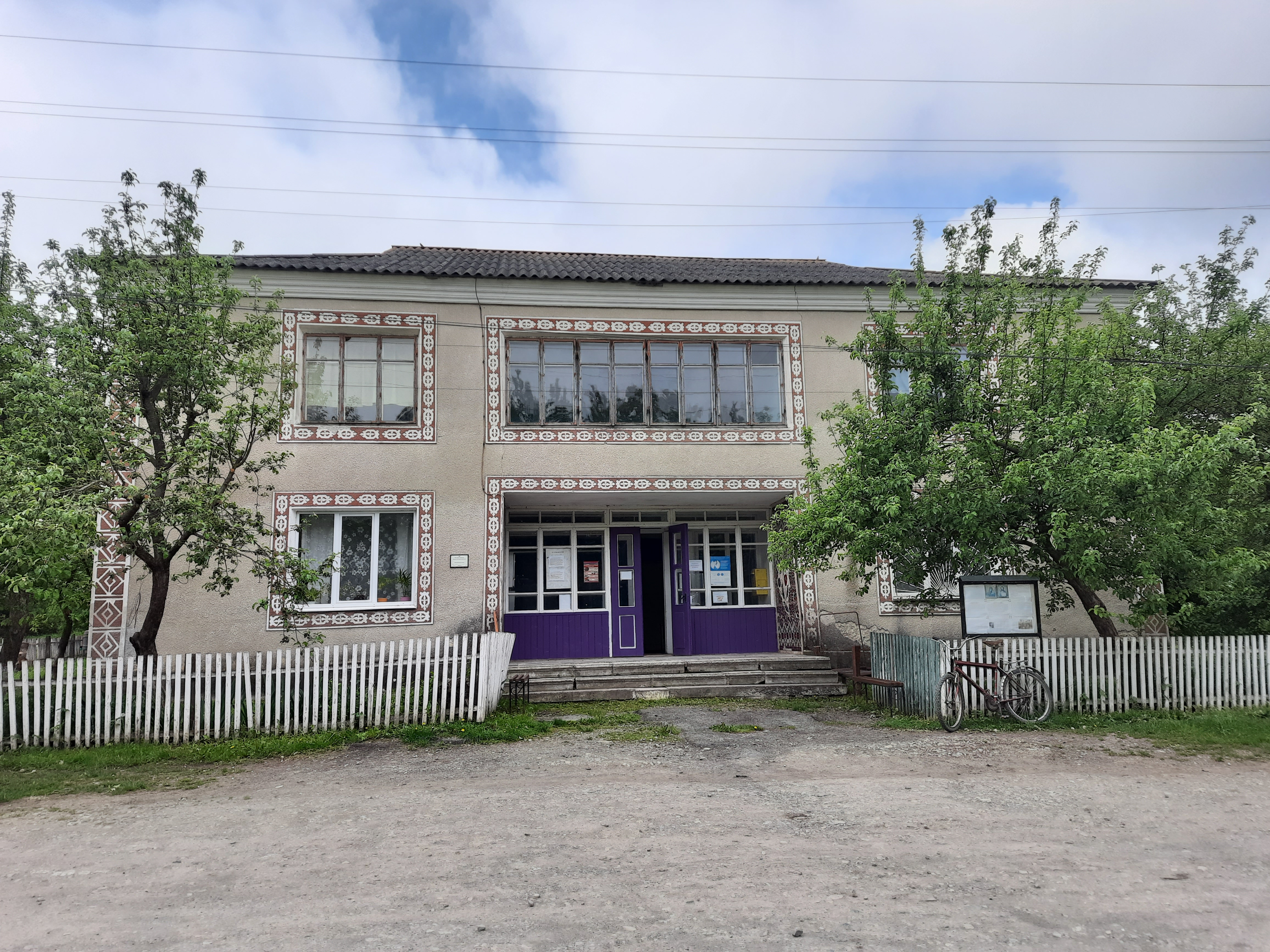
Старостат
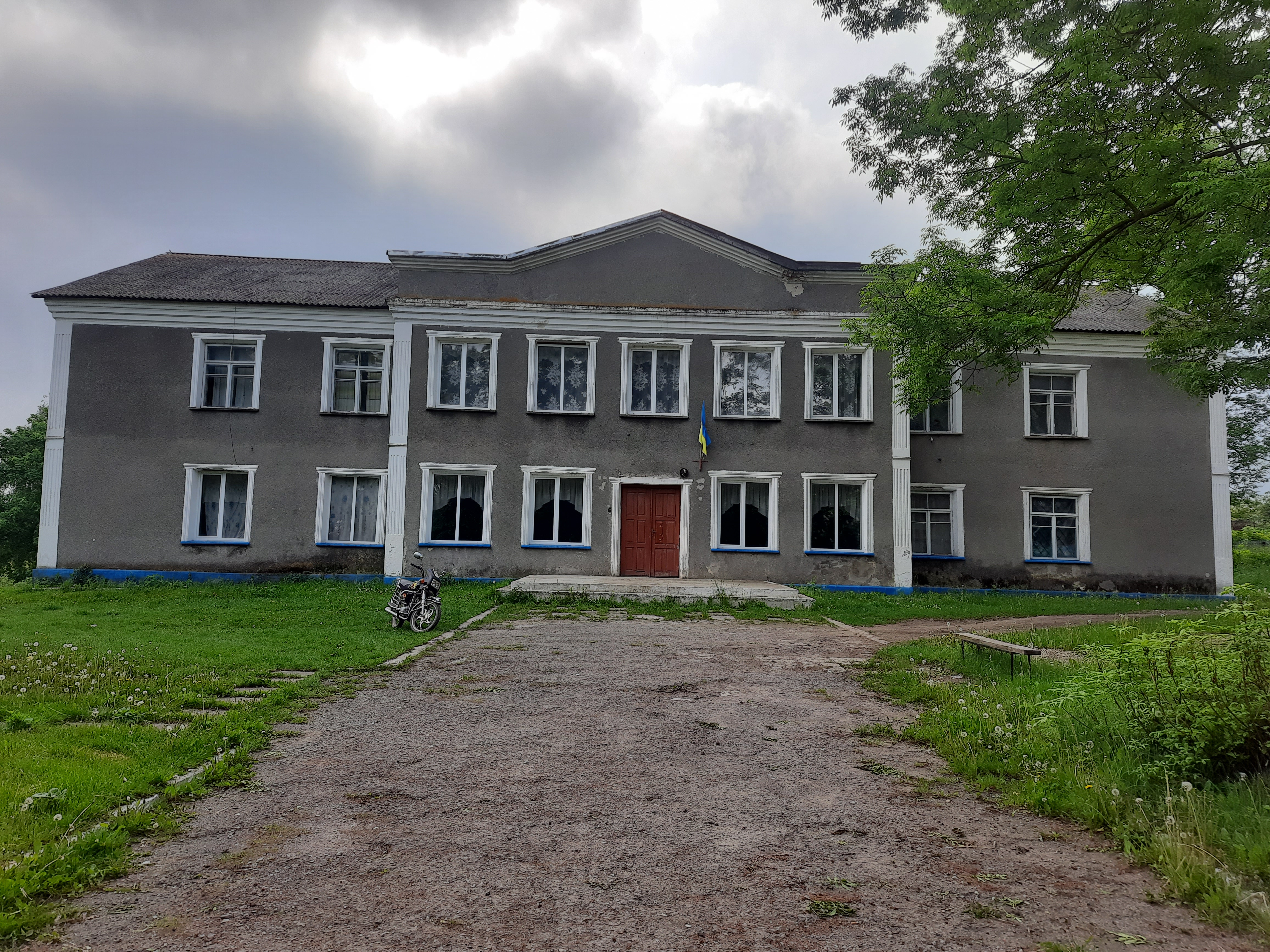
Булинок культури
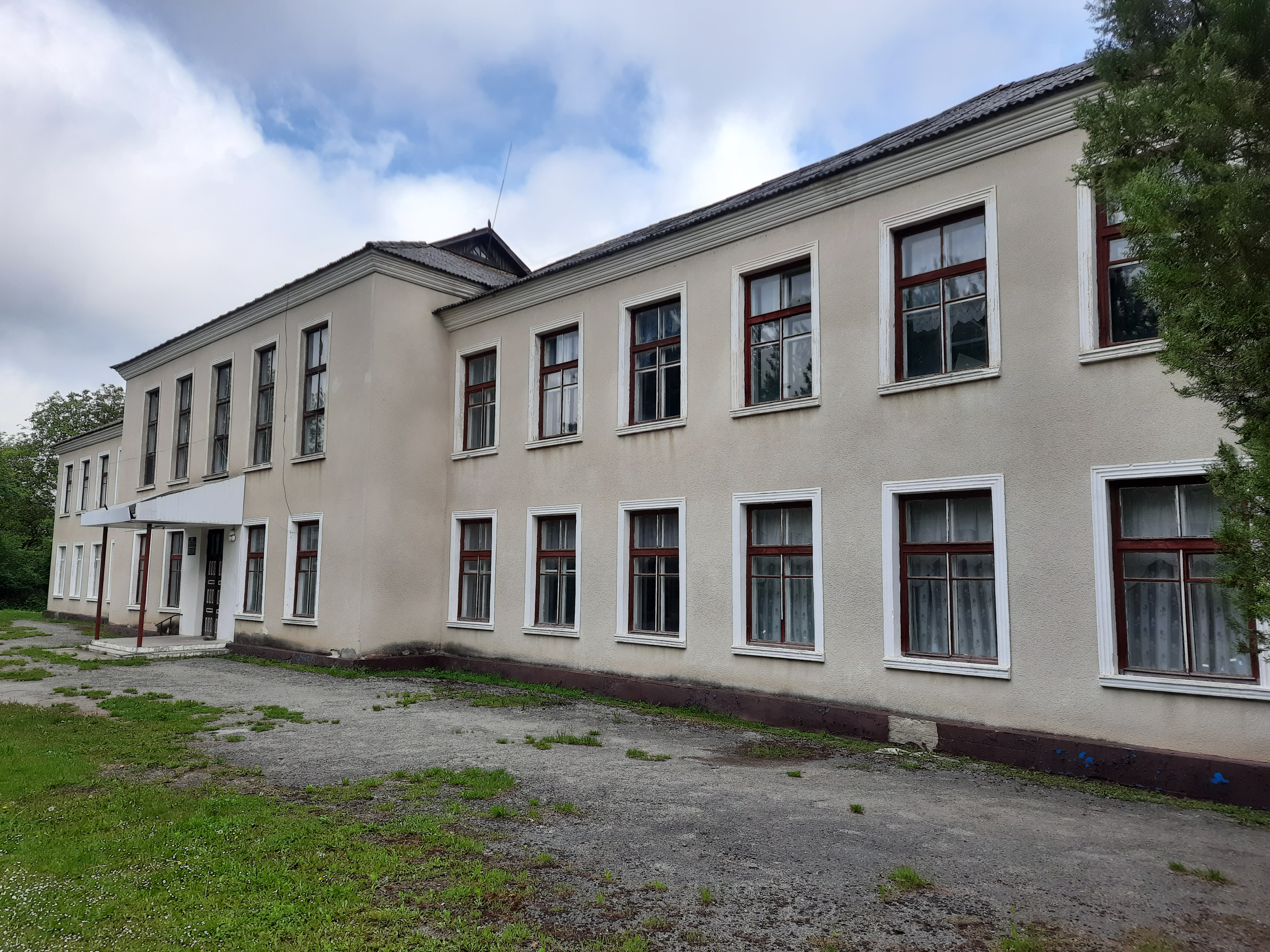
Школа
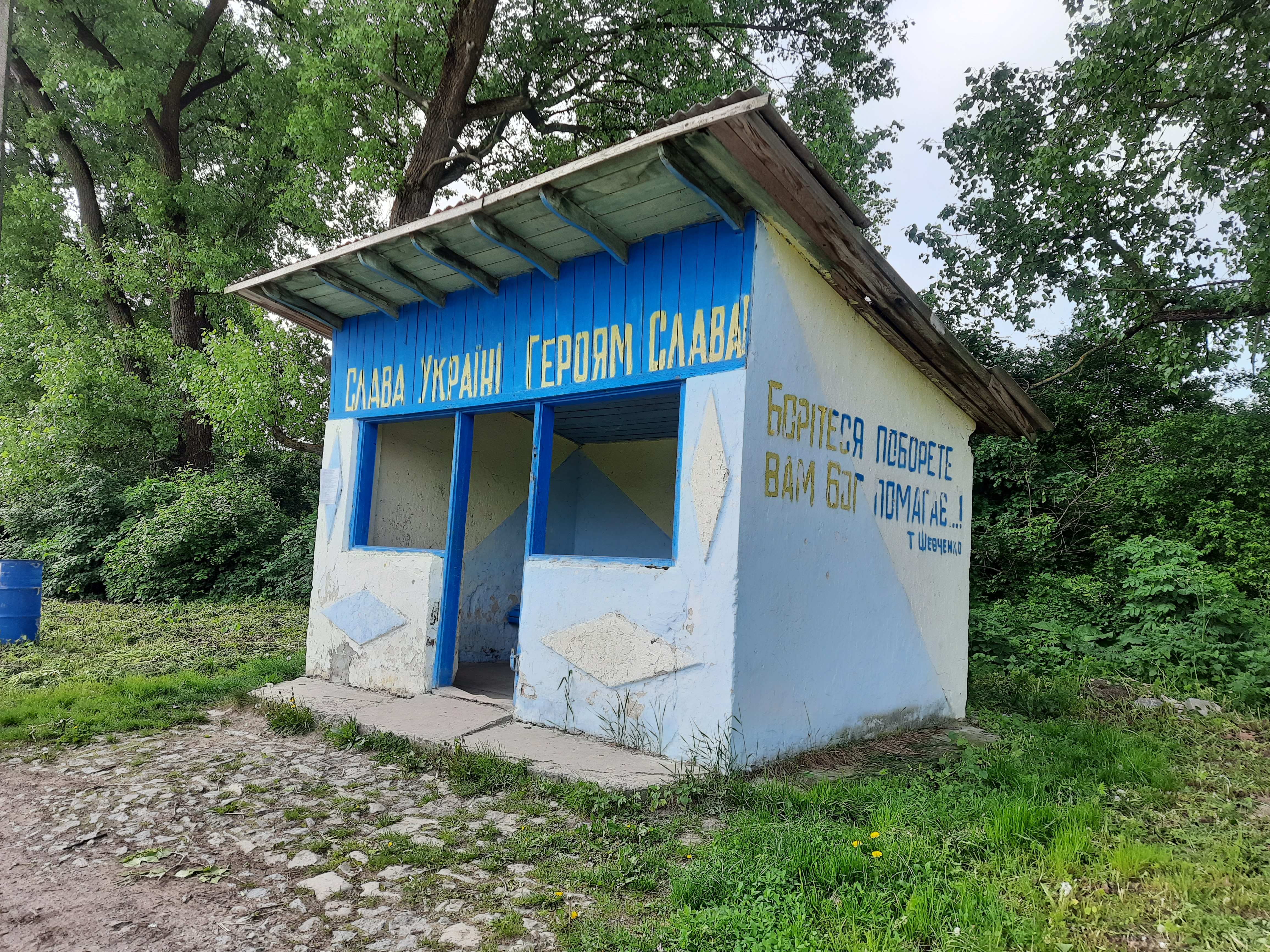
Автобусна зупинка
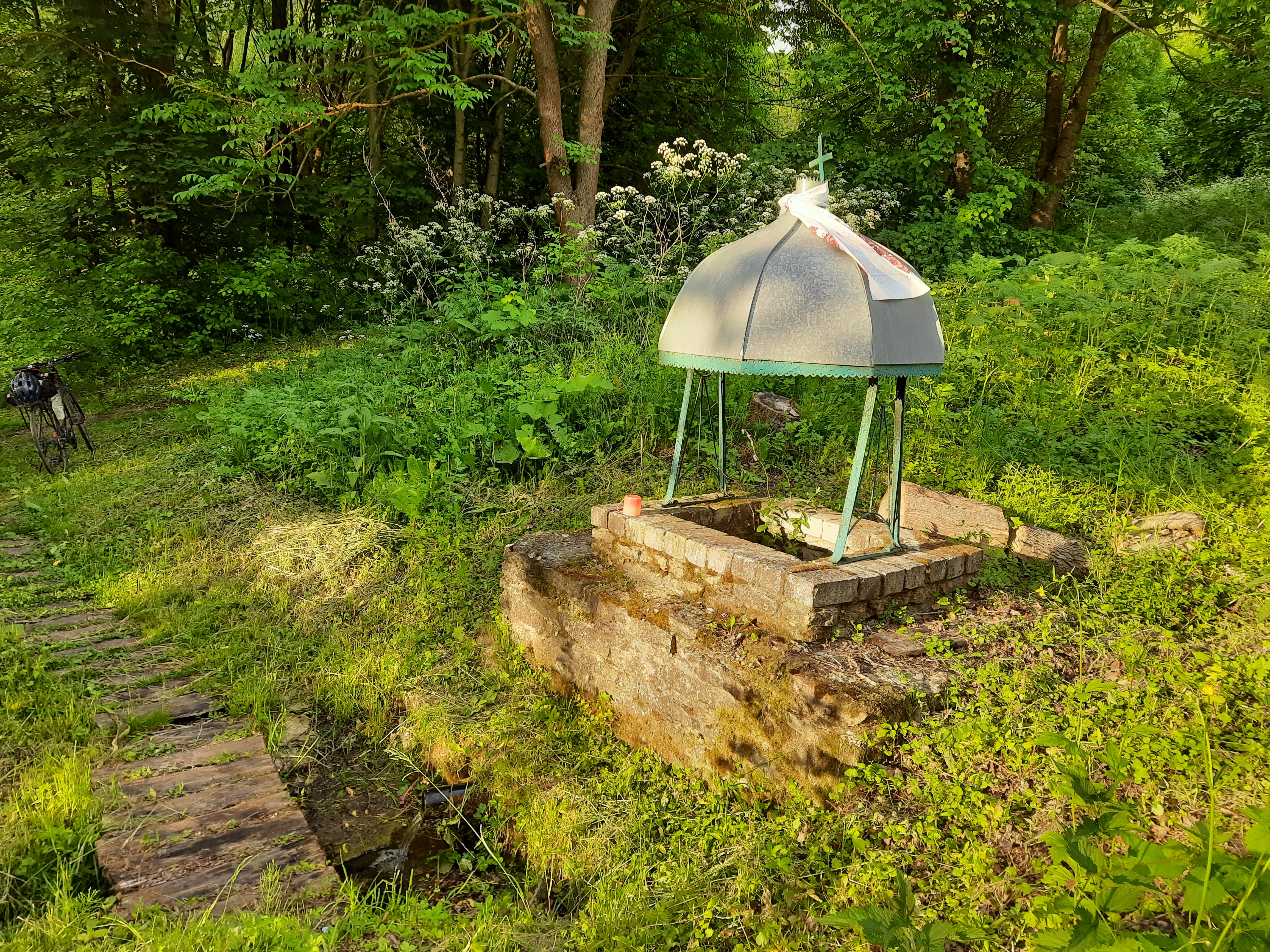
Цілюще джерело
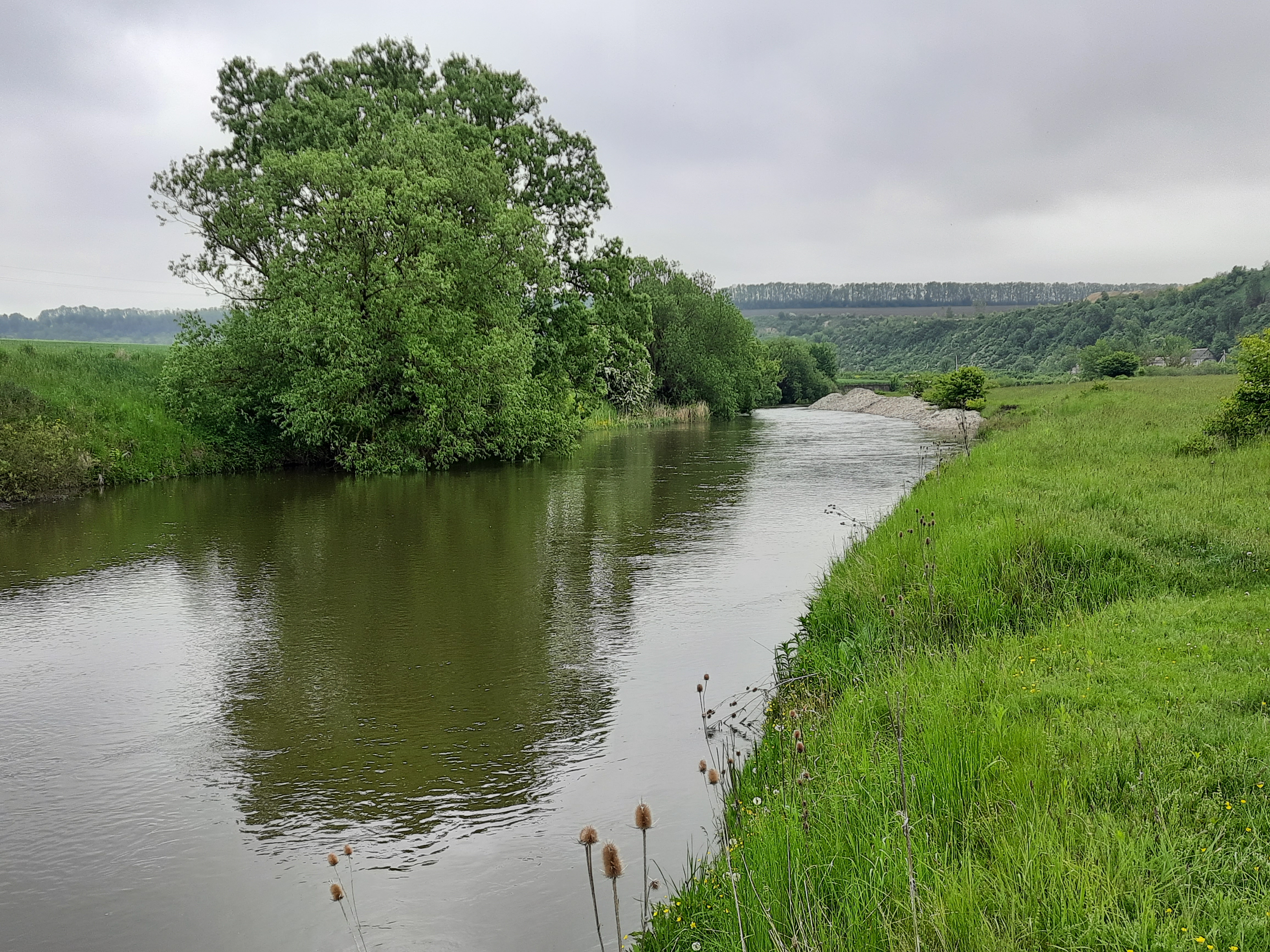
Річка Збруч біля села